# Landeskrankenhaus Hall

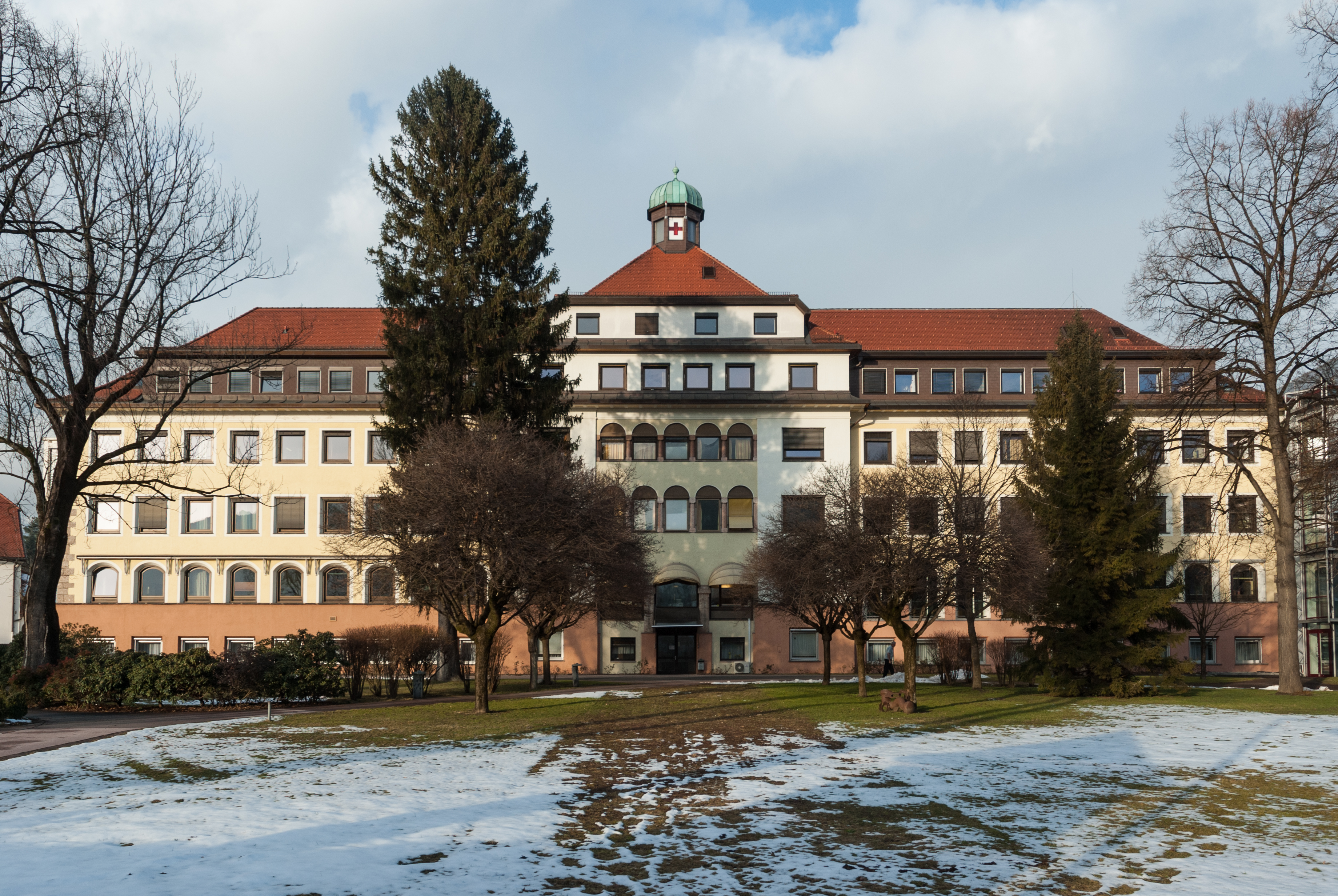
Krankenhaus Hall in Tirol, der Altbau von Süden

Das Landeskrankenhaus Hall in Hall in Tirol befindet sich in der Milser Straße 10. Das Krankenhaus verfügt auch über einen Landeplatz für die Flugrettung mit der Kennung LOII.

## Geschichte
Mit 1. Jänner 2011 wurden das Allgemeine öffentliche Bezirkskrankenhaus Hall (BKH) und das Psychiatrische Krankenhaus (PKH) zum Landeskrankenhaus Hall vereinigt. Das Allgemeine öffentliche Krankenhaus 15 Kilometer von Innsbruck entfernt war ein Standardkrankenhaus mit 276 stationären Betten, wo pro Jahr ca. 23.000 Patienten behandelt wurden. Es geht auf das Spital zum Heiligen Geist, 1342 am Unteren Stadtplatz begründet, zurück, und befand sich ab 1845 am Damenstift. 1911 erwarb die Stadt das Knollanwesen, und erbaute das Krankenhaus neu.
Das Psychiatrische Krankenhaus war in der Thurnfeldgasse 1830 als die k. k. Irrenanstalt Hall in Tirol eingerichtet worden und ist heute eine Abteilung.
Das Krankenhaus der Tiroler Landeskrankenanstalten (Tirol Kliniken GmbH) ist als akademisches Lehrkrankenhaus eingestuft, wobei in Hall im Jahre 2004 die UMIT TIROL - Private Universität für Gesundheitswissenschaften und -technologie situiert wurde, wo auch die Tirol Kliniken GmbH Mehrheitseigentümer ist. Dafür wurde seit 2004 das Eduard-Wallnöfer-Zentrum angrenzend an BKH und PKH errichtet. Seit 2010 läuft ein Bauprojekt zur Modernisierung der Behandlungsräume unter dem Verwaltungsdirektor Reinhard Wolf nach den Plänen des Architekten Johann G. Waldhart. Ambulant werden bei 147.000 Besuchen rund 93.000 Patienten versorgt, es hat über 500 Betten und um die 1150 Mitarbeiter. Am 27. November 2018 fand die Firstfeier im Krankenhaus Hall statt, im Jahr 2020 soll der Bau abgeschlossen sein.

### Gräberfeld
Im Zuge der Vorbereitungen für Bauarbeiten wurde auf einer Wiese ein Gräberfeld mit Überresten von 228 Personen entdeckt, die zwischen 1942 und 1945 beerdigt wurden. Im Zuge der Fusion der zwei Krankenanstalten zum Landeskrankenhaus Hall mit Jahresbeginn 2011 wurde die Angelegenheit der Öffentlichkeit bekannt gemacht. Die Bauarbeiten wurden gestoppt, Gerichtsmediziner untersuchten die Überreste. Der Innsbrucker Historiker Horst Schreiber kündigte eine historische Aufarbeitung an. Eine Historikerkommission kam in Folge eines dreieinhalbjährigen Forschungsprojekts schließlich zum Ergebnis, dass der anfängliche Verdacht, es handle sich bei den Bestatteten um Opfer der NS-Euthanasie, nicht bestätigt werden könne.
Die Krankenanstalt war in der NS-Zeit eine Zwischenanstalt des Euthanasieprogramms für das Gebiet Tirol-Vorarlberg vor der Verbringung der Betroffenen nach Linz und deren Vernichtung in der NS-Tötungsanstalt Hartheim.

## Medizinisches Leistungsspektrum
Das Landeskrankenhaus Hall in Tirol verfügt über folgende Medizinische Einrichtungen und Schwerpunkte:
- Chirurgie (Allgemeinchirurgie), Viszeralchirurgie, Plastische Chirurgie, Ästhetische Chirurgie, Rekonstruktive Chirurgie
- Anästhesie und Intensivmedizin
- Diagnostische und Interventionelle Radiologie
- Gynäkologie und Geburtshilfe
- Innere Medizin
- Kinder- und Jugendpsychiatrie
- Psychiatrie und Psychotherapie (A/B)
- Orthopädie
- Traumatologie
- Andrologie
- Urologie
- Institut für Physikalische Medizin und Rehabilitation
- Labor
- Beratungsangebot